# Glarona
Glarona (toponimo italiano; in tedesco e ufficialmente Glarus, in francese Glaris, in romancio Glaruna) è un comune svizzero di 12 426 abitanti del Canton Glarona; ha il titolo di città ed è la capitale del cantone.

## Geografia fisica

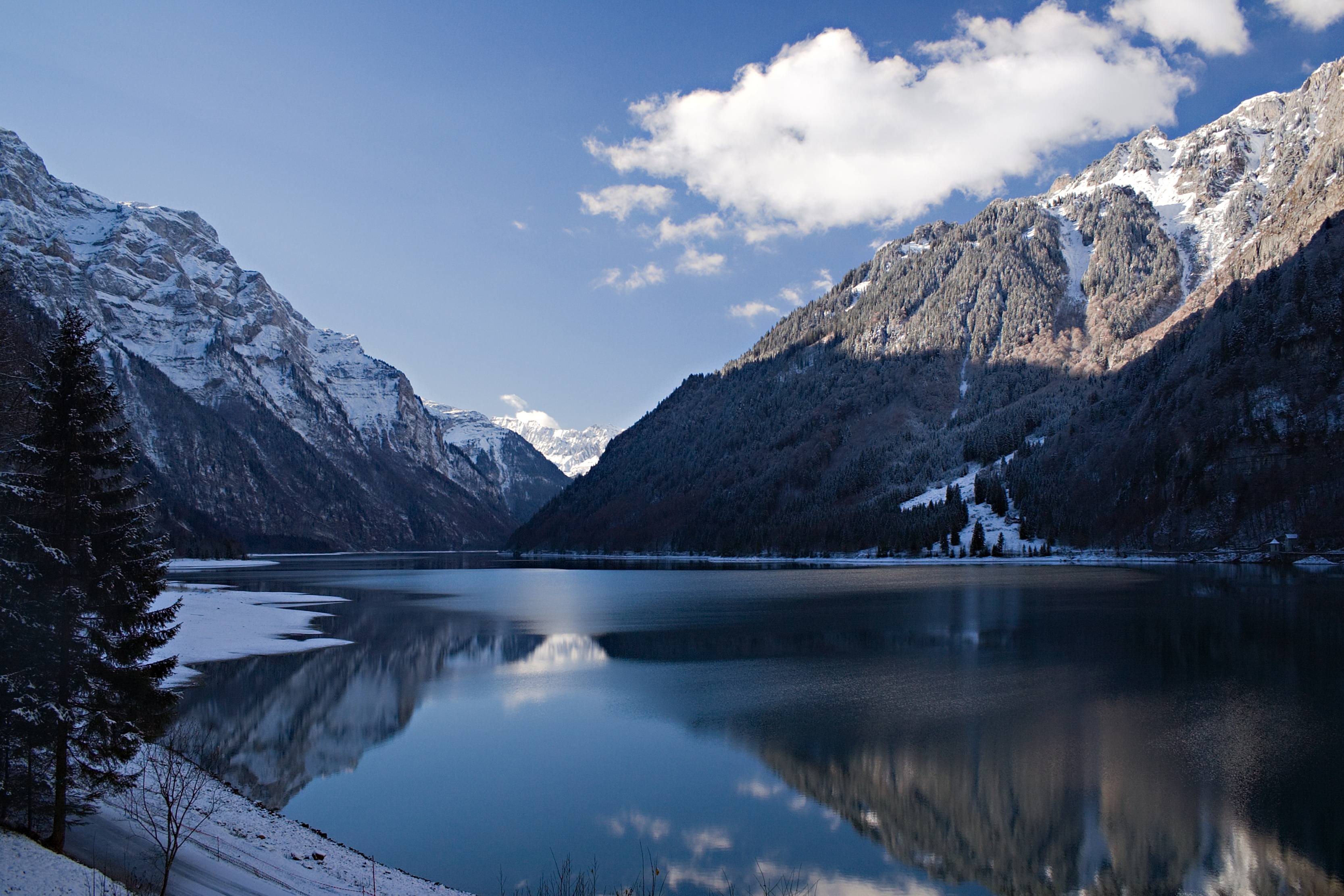
Il lago di Klöntal

Il lago di Klöntal (Klöntalersee) è interamente compreso nel territorio comunale.

## Storia
Il 1º gennaio 2011 ha inglobato i comuni soppressi di Ennenda, Netstal e Riedern.

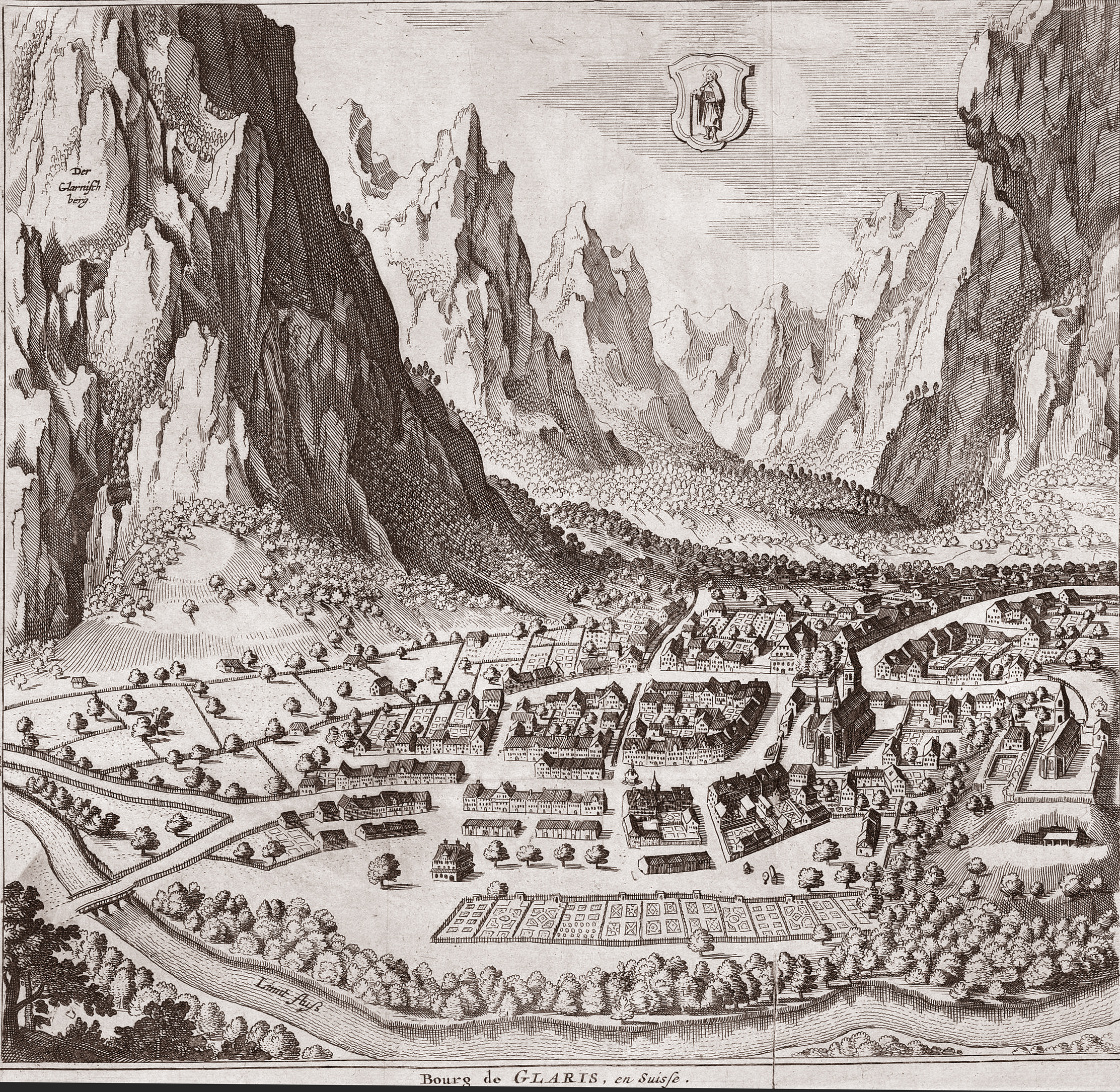
J. Scheuchzer, Ouresiphoitēs Helveticus, 1723. Glarona.

## Monumenti e luoghi d'interesse

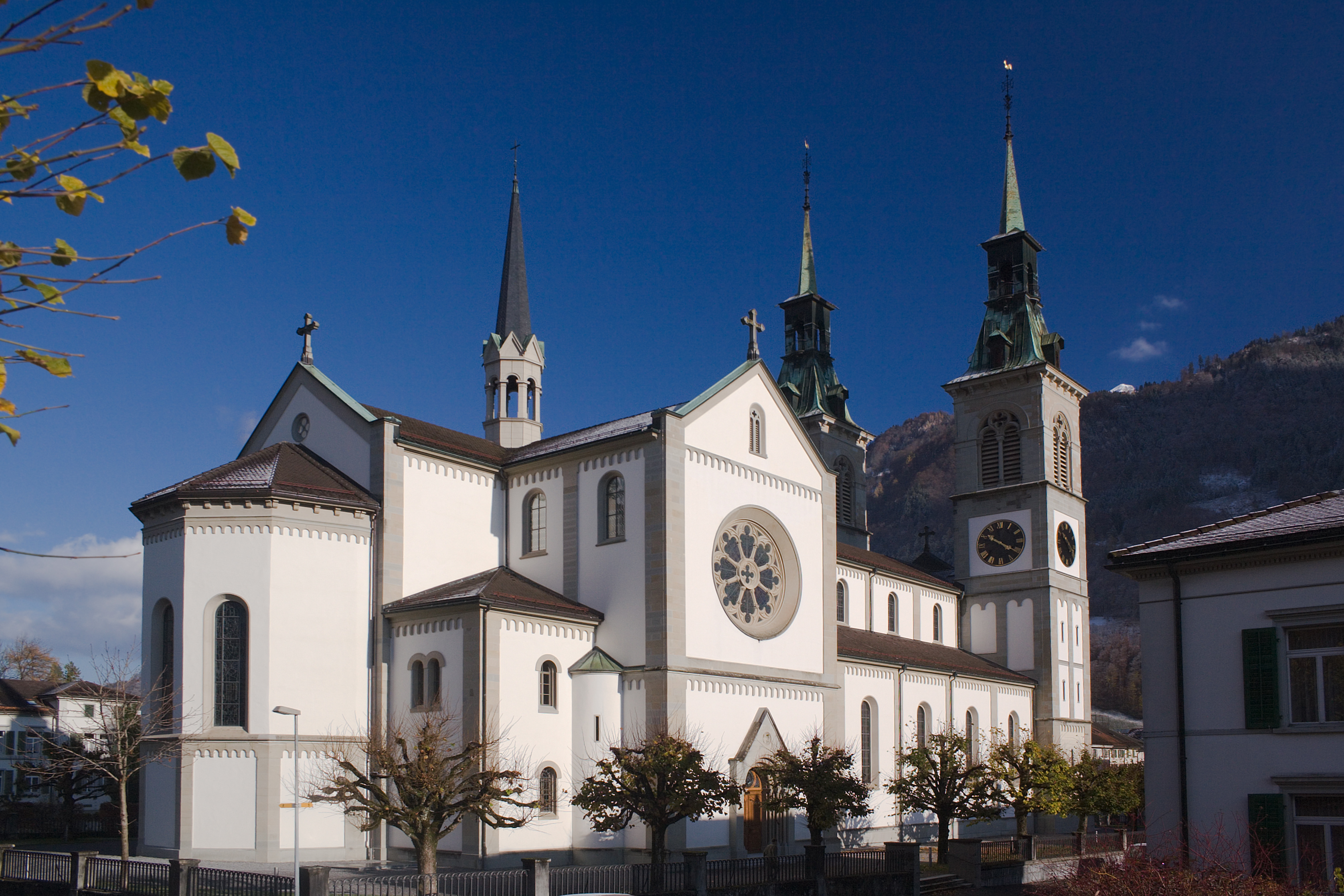
La chiesa riformata

- Chiesa riformata (Stadtkirche), eretta nel 1863-1866 da Ferdinand Stadler e ricostruita nel 1940[1].

## Società

### Evoluzione demografica
L'evoluzione demografica è riportata nella seguente tabella:
Abitanti censiti

## Geografia antropica

### Frazioni
Le frazioni di Glarona sono:
- Ennenda[4]
  - Ennetberge
  - Ennetbühls
  - Sturmigen
- Netstal[5]
  - Leuzingen
  - Löntschen
- Riedern[6]
  - Au
  - Bruch
  - Durschen

## Infrastrutture e trasporti

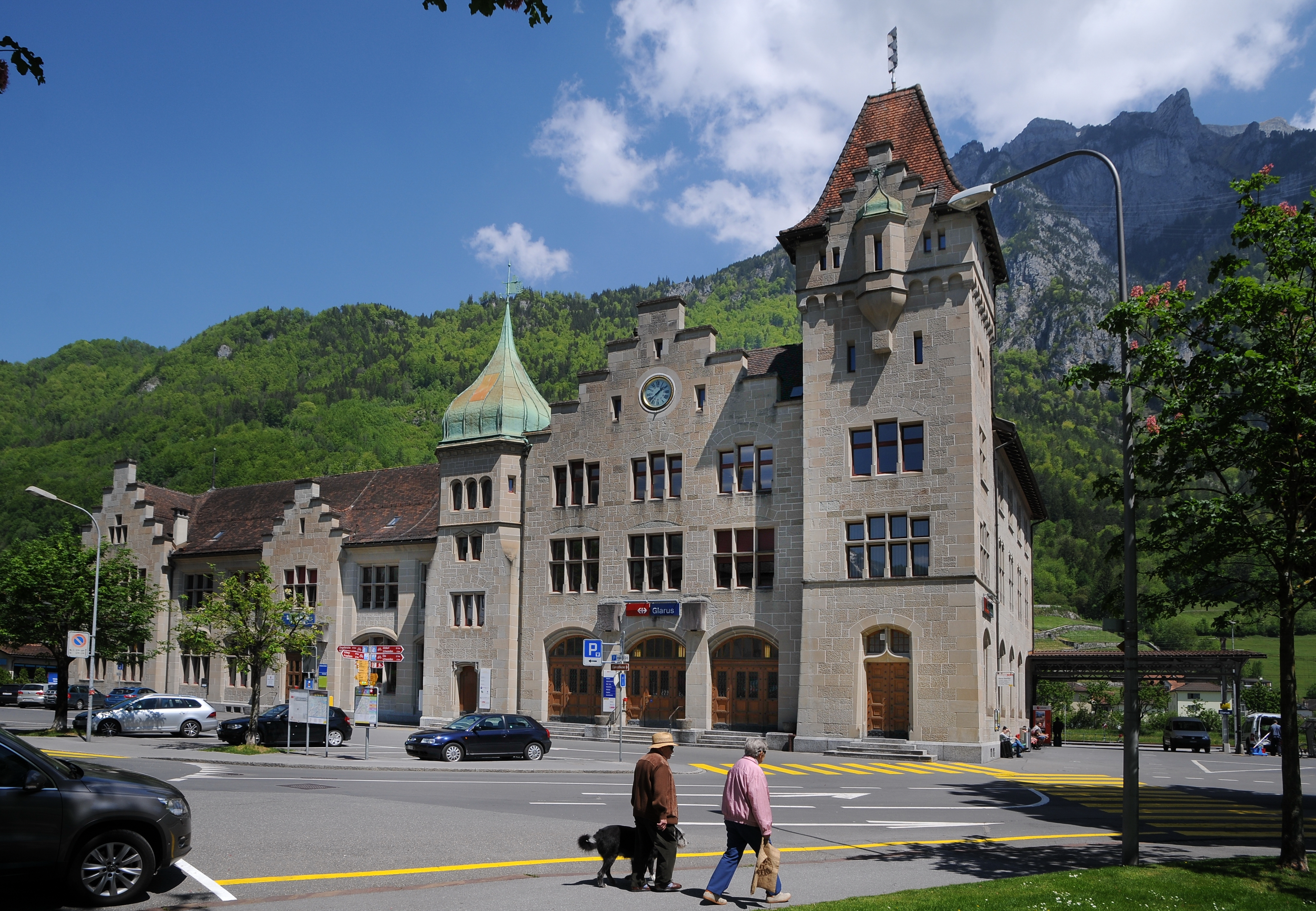
La stazione di Glarona

La città è servita dalla stazione di Glarona e da quella di Netstal sulla ferrovia Ziegelbrücke-Linthal (linea S25 della rete celere di Zurigo e linea S6 della rete celere di San Gallo).

## Amministrazione
Ogni famiglia originaria del luogo fa parte del comune patriziale che ha la responsabilità della manutenzione di ogni bene comune.